# تیموتی تردول
تیموتی تردوِل (انگلیسی: Timothy Treadwell; ۲۹ آوریل ۱۹۵۷ – ۶ اکتبر ۲۰۰۳) یک کارگردان فیلم مستند اهل ایالات متحده آمریکا بود. وی بین سال‌های ۱۹۹۰ تا ۲۰۰۳ میلادی فعالیت می‌کرد.
وی علاقهٔ وافری به خرس‌های گریزلی داشت و بنیان‌گذار یک سازمان حفاظت از خرس به نام «مردم گریزلی» بود و ۱۳ تابستان را در پارک و منطقه حفاظت شده ملی کتمای در آلاسکا در میان خرس‌های گریزلی گذراند. در اکتبر سال ۲۰۰۳ میلادی، یک خرس قهوه‌ای ۲۸ ساله او و دوست دخترش ایمی هوگنارد را کشته و به‌طور کامل خورد. خرس به دست مأموران خدمات پارک طی تماس دوست و خلبان تیموتی کشته شد و بعدها در معدهٔ این خرس، بقایای بدن تیموتی و ایمی و لباس آنها پیدا شد. زندگی وی موضوع فیلمی به کارگردانی ورنر هرتسوک به نام مرد گریزلی بود. وی در برنامه‌های تلویزیونی برنامه آخر وقت با دیوید لترمن نیز حضور پیدا کرد.

## مرگ
در اکتبر ۲۰۰۳، تردول و دوست دخترش، دستیار پزشک امی هوگنارد (متولد ۲۳ اکتبر ۱۹۶۵، در بوفالو، نیویورک)، از پارک ملی کتمای، که در شبه جزیره آلاسکا در سراسر تنگه شلیکوف از جزیره کودیاک قرار دارد، بازدید کردند. ورنر هرتزوگ در کتاب «مرد گریزلی» بیان می‌کند که طبق یادداشت‌های تردول، هوگنارد از خرس‌ها می‌ترسید و در حضور آن‌ها احساس ناراحتی می‌کرد. آخرین نوشته‌های دفترچه خاطرات او نشان می‌داد که او می‌خواست تا از کاتمای دور باشد. تردول اردوگاه خود را در نزدیکی نهر ماهی قزل آلا برپا کرد، جایی خرس‌های وحشی معمولاً در پاییز در آنجا پی غذا می‌گردند. تردول دیرتر از حد معمول سال به پارک جنگلی آمده بود، درست زمانی که خرس‌ها سعی می‌کردند تا حد ممکن قبل از شروع زمستان چربی ذخیره کنند. در آن پاییز غذا کمیاب بود و همین مهم باعث شد خرس‌ها از حد معمول تهاجمی‌تر شوند.
تردول و هوگنارد قرار بود پارک را در زمان معمول سال ترک کنند و در واقع در ۲۶ سپتامبر به کودیاک بازگشته بودند تا وسایل خود را برای فصل آماده کنند و یک پرواز ارتباطی بگیرند تا به خانه خود در کالیفرنیا برگردند. پس از مشاجره با فروشنده بلیط هواپیما بر سر قیمت تغییر بلیط برگشت، تردول و هوگنارد تصمیم گرفتند در ۲۹ سپتامبر برای یک هفته دیگر به کمپ خود بازگردند. تردول همچنین می‌خواست خرس قهوه‌ای ماده مورد علاقه‌اش را پیدا کند. او گفت که از تمدن مدرن متنفر است و در طبیعت با خرس‌ها نسبت به شهرهای بزرگ در کنار انسان‌ها احساس بهتری دارد. خرس‌هایی که او در طول تابستان به آنها عادت کرده بود، قبلاً دچار کندی شده بودند و خرس‌هایی که تردول از سایر قسمت‌های پارک نمی‌شناختند، در حال حرکت به سوی آن منطقه بودند. برخی از آخرین فیلم‌های گرفته شده توسط تردول، ساعاتی قبل از مرگش، شامل ویدئویی از شیرجه رفتن مکرر خرس در رودخانه برای شکار یک تکه ماهی آزاد مرده‌است. تردول در این فیلم اشاره کرد که در کنار آن خرس خاص احساس راحتی نمی‌کند. در مرد گریزلی، هرتزوگ در مورد اینکه آیا تردول از همان خرسی که او را کشته‌است یا خیر فیلمبرداری کرده‌است دچار تردید است.

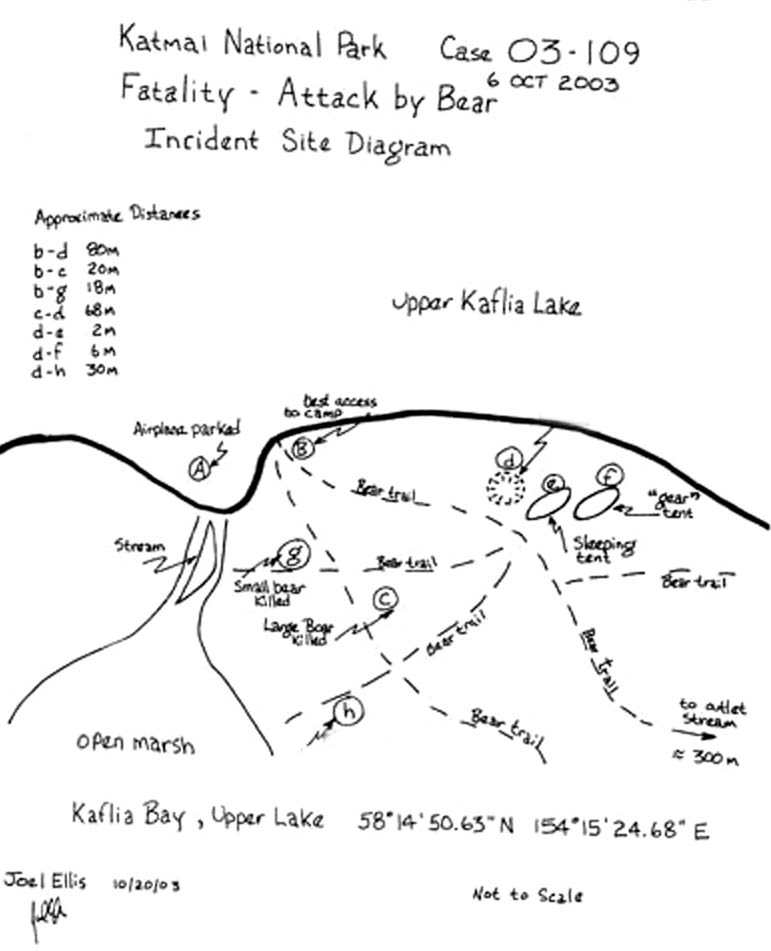
نمودار محل حمله: طول جغرافیایی به اشتباه به عنوان شرقی و نه غربی علامت گذاری شده‌است.

حوالی ظهر یکشنبه، ۵ اکتبر ۲۰۰۳، تردول با یکی از همکارانش در مالیبو، کالیفرنیا، از طریق تلفن ماهواره ای صحبت کرد. تردول هیچ مشکلی با هیچ خرسی گزارش نکرد. روز بعد، ۶ اکتبر، ویلی فولتون، یک خلبان تاکسی هوایی کودیاک، به محل کمپینگ تردول و هوگنارد رسید تا آنها را بردارد، اما متوجه شد که منطقه به جز حضور یک خرس، از هر انسانی متروکه است و بنابراین با محیط بانان پارک محلی تماس گرفت. بقایای متلاشی شده این زوج پس از تحقیقات به سرعت کشف شد. سر تغییرشکل‌یافته تردول، بخشی از ستون فقرات و ساعد و دست راست تردول، در حالی که ساعت مچی او هنوز روی دستش بود، در فاصله کمی از کمپ پیدا شد. بقایای جزئی هوگنارد در کنار چادرهای پاره شده و فرو ریخته پیدا شد که بخشی از آن در تلی از شاخه‌ها و خاک مدفون شده بود. یک خرس نر بزرگ (با برچسب خرس ۱۴۱) که از محل کمپ محافظت می‌کرد توسط مأموران پارک در حین تلاش آنها برای بیرون آوردن اجساد کشته شد. دومین خرس نوجوان نیز مدت کوتاهی بعد هنگامی که مأموران پارک را مورد حمله قرار داد کشته شد. کالبد شکافی در محل خرس ۱۴۱ بخش‌هایی از بدن انسان مانند انگشتان دست و اندام را نشان داد. خرس کوچکتر قبل از کالبدگشایی توسط حیوانات دیگر مصرف شد. در تاریخ ۸۵ ساله پارک ملی کاتمای، این اولین حادثه شناخته شده از کشته شدن یک فرد توسط خرس بود.
یک دوربین ویدئویی که در محل پیدا شد ثابت کرد که در جریان حمله کار می‌کرده‌است، اما پلیس گفت که نوار شش دقیقه‌ای فقط حاوی صداها و گریه‌هایی بود که یک خرس قهوه‌ای تردول را تا حد مرگ می‌کوبید. نوار با فریاد زدن تردول شروع می‌شود که به او حمله شده‌است. او فریاد می‌زند: «بیا بیرون، من اینجا دارم کشته می‌شوم.» این واقعیت که نوار فقط حاوی صدا بود، نیروهای نظامی را به این باور رساند که ممکن است حمله در حالی رخ داده باشد که دوربین در یک کیسه دافل یا در تاریکی شب قرار گرفته بود. در مرد گریزلی ادعا می‌کند که درپوش لنز دوربین رویش مانده‌است، و این نشان می‌دهد که تردول و هوگنارد در حال تنظیم برای یک سکانس ویدیویی دیگر بودند که حمله اتفاق افتاد. دوربین درست قبل از حمله روشن شده بود اما قبل از تمام شدن نوار فقط شش دقیقه صدا ضبط کرد. با این حال، این زمان کافی بود تا حمله اولیه خرس به تردول و فریادهای دردناکش را ثبت کند، سایر صداهای ضبط شده بیانگر این است که هوگنارد به تردول گفت نقش مرده را بازی کند و زمانی که او به خرس حمله کرد، خرس عقب‌نشینی کرد و مجدداً برای بردن تردول به جنگل بازگشت.